# Jan Rzymełka
Jan Antoni Rzymełka (ur. 7 czerwca 1952 w Katowicach) – polski polityk i geolog, inicjator Dnia Ziemi w Polsce, poseł na Sejm X, I, III, IV, V, VI i VII kadencji (1989–1993, 2000–2011, 2014–2015).

## Życiorys
W 1976 ukończył studia na Wydziale Geologiczno-Poszukiwawczym Akademii Górniczo-Hutniczej w Krakowie. Jest także absolwentem Wydziału Filozoficzno-Historycznego Uniwersytetu Jagiellońskiego. Na Uniwersytecie Śląskim uzyskał stopień naukowy doktora z zakresu filozofii.
Od sierpnia 1980 pełnił różne funkcje w strukturach Niezależnym Samorządnym Związku Zawodowym „Solidarność”: przewodniczył komisji wydziałowej, był wiceprzewodniczącym komisji zakładowej NSZZ „S” Uniwersytetu Śląskiego (do 1989), przewodniczącym Regionalnej Komisji Pracowników Naukowych (1980–1989) i członkiem Biura Programowego Ogólnopolskiej Komisji Porozumiewawczej Nauki Solidarności (1981–1988). W stanie wojennym został internowany na okres od 13 grudnia 1981 do 14 czerwca 1982, osadzony m.in. w Strzelcach Opolskich i w Uhercach Mineralnych. Po zwolnieniu działał w podziemnym Społecznym Komitecie Nauki (1983–1986). W 1989 zakładał Komitet Obywatelski Regionu Śląsko-Dąbrowskiego oraz Związek Górnośląski.
W latach 1989–1993 sprawował mandat posła na Sejm X i I kadencji z ramienia Komitetu Obywatelskiego i Kongresu Liberalno-Demokratycznego. Wstąpił do Unii Wolności, od 1998 do 2000 był radnym sejmiku śląskiego I kadencji i członkiem zarządu województwa. 1 marca 2000 został posłem III kadencji, zastępując w Sejmie Irenę Lipowicz. W 2001 wstąpił do Platformy Obywatelskiej, ponownie uzyskiwał mandat poselski w kolejnych wyborach w 2001 i 2005. W parlamencie był m.in. przewodniczącym Komisji Ochrony Środowiska, Zasobów Naturalnych i Leśnictwa i polsko-niemieckiej grupy parlamentarnej oraz deputowanym do Zgromadzenia Parlamentarnego Rady Europy. Pełnił też funkcję asystenta Pata Coksa. W 2004 bez powodzenia kandydował do Parlamentu Europejskiego. W wyborach parlamentarnych w 2007 po raz szósty został posłem, otrzymując w okręgu katowickim 8958 głosów. W wyborach w 2011 bezskutecznie ubiegał się o mandat poselski na kolejną kadencję (otrzymał 7821 głosów), jednak objął go 5 czerwca 2014 w miejsce wybranego do Europarlamentu Marka Plury. W 2015 nie został ponownie wybrany.

## Odznaczenia
- Krzyż Kawalerski Orderu Odrodzenia Polski (2011)[3]

## Życie prywatne
Żonaty (żona Stefania), ma dwoje dzieci: Agatę i Jacka. Podkreśla, że jest Ślązakiem. Tłumaczy też, że jego nazwisko pochodzi od słowa „żymła” czyli po śląsku „bułka”, uważa, że w jego nazwisku jest błąd ortograficzny. W Studenckim Kole Przewodników Górskich w Krakowie uzyskał uprawnienia przewodnika górskiego tatrzańskiego i beskidzkiego. Znany też w środowisku kolekcjonerów minerałów, organizuje wystawy, na których pokazuje swoje zbiory, a zamiast krawatów nosi kamienne „bolo”.